# Veules-les-Roses
Veules-les-Roses település Franciaországban, Seine-Maritime megyében. Lakosainak száma 515 fő (2022. január 1.). Veules-les-Roses Blosseville, Gueutteville-les-Grès, Manneville-ès-Plains és Sotteville-sur-Mer községekkel határos.

## Népesség
A település népessége az elmúlt években az alábbi módon változott:
| Lakosok száma | 558  | 594  | 612  | 605  | 578  | 550  | 523  | 520  | 515  |
|               | 2013 | 2015 | 2016 | 2017 | 2018 | 2019 | 2020 | 2021 | 2022 |